# アリーズZERO〜星の神話〜
『アリーズZERO〜星の神話〜』（アリーズゼロ ほしのしんわ）は、冬木るりかによる日本の漫画。『プリンセスGOLD』（秋田書店）にて2012年（平成24年）5月号から2014年（平成26年）4月号まで連載。単行本は「プリンセスコミックス」より全3巻が刊行されている。『アリーズ』とその続編『アリーズII〜蘇る星座宮〜』の神代編を描いた作品である。

## 登場人物
ポセイドン
海の覇権を手中にしようとする海王。ほとんど平定し、残るはオケアノスのみとなっていた。オケアノスの放った海獣から部下を庇い、負傷して海に転落しアンフィトリテの暮らす島に流れ着くも記憶を失ってしまう。側近であるアイオロスが迎えに来た際、記憶が戻りアンフィトリテに迎えに来ると告げて戦線に復帰する。自害しようとした傷ついたアンフィトリテを無視するオケアノスに殺されかけるが、主君はすでに過去の存在だと思ったイーナコスによりオケアノスが殺されるのを目撃する。オケアノスの死後、彼の死に関する予言と「末娘の夫」の正体、アンフィトリテの素性を知る。
アンフィトリテ
オケアノスとテテュスの3000人目の娘。父オケアノスを心から慕い、父と部下の会話から「末娘の夫に殺される」という予言を知り、オケアノスの娘を妻にしたいという求婚者を嫌って名も無き小さな島に逃げてしまう。ある日、父と海の覇権を巡り激闘を繰り広げるポセイドンとは知らずに一時的に記憶喪失となった彼に「サラサ（ギリシア語で「海」の意）」と仮の名をつけて看護し、いつしか愛し合うようになる。世界の行く末を見つめるポセイドンに父オケアノスの敗北を悟り、それでも父と愛しい人との狭間で苦しみ、どちらかを選べずに自害しようとした。オケアノスの死後、ポセイドンと結ばれた。
アイオロス
ポセイドンの側近。『アリーズII〜蘇る星座宮〜』でも名前は明記されないながらもナルミ・ディーバ（ポセイドン）の部下として登場した。
オケアノス
時代の趨勢の変化についていけなかった自身の頑迷さゆえに滅ぶ「時代遅れの愚かな年寄り」の海神。海の大老。もはや海の覇権はポセイドンにある現実を認めようとせず、未来永劫自身が海に君臨するのだと思い込んでいたが、ポセイドンこそ新たな海の支配者だと悟った娘婿イーナコスに背後から剣で刺し貫かれ殺される。
実はプローテウスにより「末娘の夫に殺される」と予言され、アンフィトリテが血の繋がりの無い孤児とは知らずに予言があっても殺せずに慈しんでいた。自身の死の予言を妻の海の女神テテュス（テーテュース）に隠し、テテュスもまた娘のすり替えを隠していたことを知らずに真の末娘であるアルゲイアの夫イーナコスに殺された。
プローテウス
海の予言者。オケアノスに「末娘の夫に殺される」と予言した。
テテュス
オケアノスの妻。アルゲイアやアンフィトリテの母。末娘であるアンフィトリテを誰とも結婚させまいとするオケアノスに苦悩するが、夫が部下であり娘婿イーナコスに討たれた後、予言により夫が「末娘の夫に殺される」ことをアンフィトリテから聞いたポセイドンに告げられ、夫の不可解な言動の真相を知る。ポセイドンに真の末娘は死産であり、夫をガッカリさせたくないばかりに孤児のアンフィトリテを末娘と偽ったことを告白した。頑迷なオケアノスが受け入れるかは不明だが、ポセイドンの名のもとに統治して欲しいと告げられ、夫に代わって全身全霊で務めることを新たな娘婿でもあるポセイドンに誓う。血の繋がりは無くてもアンフィトリテは愛娘だとポセイドンに託す。
イーナコス
オケアノス軍の武将であり、オケアノスの娘の1人であるアルゲイアの夫。時代はすでにポセイドンの手にあると確信し、死にかけているアンフィトリテを助けるよりポセイドンを殺そうとするオケアノスを殺害した。予言にあった「オケアノスを殺す末娘の夫」だった。
アルゲイア
オケアノスとテテュスの真の末娘。表向きは下から2番目の娘とされているが、末娘のはずだった妹が死産だったため、自身が末娘となった。しかし、夫をガッカリさせたくない母テテュスがアンフィトリテを末娘と偽った。予言にある父オケアノスを殺す「末娘の夫」とは自身の夫イーナコスだった。夫が舅である父を殺した後のことは不明。
プロメテウス
世界と人類のため、ゼウスを倒そうと暗躍する神。世界全体や人類という視点で物事を考えるため、ハデスのようにベルセフォネーだけを愛するという個人の幸福は世界に比べたら取るに足らないものと理解できない。
マイア
プレイアデス姉妹の1人で、伝令神ヘルメスの母。
プロメテウスと同じ一族。
「優しく美しい」女性（前々作『アリーズ』での、ヘルメスの回想で語られている。）。
ガイア
地球と一体化した総母神。ゼウスでは力無き人間は幸福になれないとゼウスを頂点とする現体制の滅亡とゼウス討伐を企み、グラディオーンを解放したり、本編『アリーズ』と続編『アリーズII〜蘇る星座宮〜』でも自身が全能神に据えようとしたハデスとベルセフォネーに世界を託そうと画策し、粗野な性格を嫌って我が子であり夫でもあるウラノスを転生の輪から外して暴走させてしまう。
グラディオーン
タルタロスに幽閉された旧神。ゼウスの統治を忌避し世界を人間に与えたい総母神ガイアにより解放され、オリンポスに攻め入ろうとするもアポロンに討たれた。

## 書籍情報
- 冬木るりか 『アリーズZERO〜星の神話〜』 秋田書店〈プリンセスコミックス〉、全3巻
  1. 2012年11月16日発売 ISBN 978-4-253-27051-9
  2. 2014年7月16日発売 ISBN 978-4-253-27052-6
  3. 2014年5月16日発売 ISBN 978-4-253-27053-3